# Liste der Preisträger des Theodor-Wolff-Preises
Diese Liste nennt alle Preisträger des Theodor-Wolff-Preises seit dem Jahre 1962.

## Liste der Preisträger

### 1962
- Thaddäus Troll (Bremer Nachrichten)
- Gerd Czechatz (Frankfurter Rundschau)
- Ansgar Fürst (Badische Zeitung)
- Hans-Jürgen Hoyer (Frankfurter Rundschau)
- Heinz Keil (Westdeutsche Allgemeine Zeitung)
- Friedrich Ludwig Müller (Frankfurter Neue Presse)
- Günther Rühle (Frankfurter Allgemeine Zeitung)
- Walter Rudolf Schloesser (Europa Union)
- Heinz D. Stuckmann (Die Zeit)
- Georg Zimmermann (Hamburger Abendblatt)

### 1963
- Paul Arnsberg (Rheinischer Merkur)
- Jürgen Dennert (Deutsches Allgemeines Sonntagsblatt)
- Rainer Fabian (Rheinischer Merkur)
- Hans Gerlach (Kölner Stadt-Anzeiger)
- Hermann Harster (Bild am Sonntag)
- Rudolf Küstermeier (Deutsche Presse-Agentur)
- Clara Menck (Frankfurter Allgemeine Zeitung)
- Christian Schütze (Stuttgarter Zeitung)
- Ansgar Skriver (Die Zeit)

### 1964
- Klaus Bresser (Kölner Stadt-Anzeiger)
- Werner Diederichs (Westfalenpost)
- Erich Faßbender (Frankfurter Rundschau)
- Karl-Hermann Flach (Frankfurter Rundschau)
- Erich Helmensdorfer (Frankfurter Allgemeine Zeitung und Augsburger Allgemeine)
- Kai Hermann (Die Zeit)
- Sepp Scherbauer (Sportbericht)
- Werner Spanehl (Süddeutsche Zeitung)
- Dietrich Strothmann (Die Zeit)
- Johannes Gaitanides (Münchner Merkur)
- Wilhelm Greiner (Rhein-Neckar-Zeitung)
- Hans Schäfer (Kieler Nachrichten)

### 1965
- Fritz Richert (Stuttgarter Zeitung)
- Valeska von Roques (Vorwärts und Welt der Arbeit)
- Peter Miska (Frankfurter Rundschau)
- Werner Holzer (Frankfurter Rundschau)
- Ernst Müller-Meiningen junior (Süddeutsche Zeitung)
- Reiner Dederichs (Kölner Stadt-Anzeiger)
- Bruno Keppler (Südwestdeutsche Allgemeine Zeitung)
- Heidrun Kayser (Christ und Welt)
- Margret Wicke-Kämpf (Kölner Stadt-Anzeiger)
- Klaus Hattemer (Handelsblatt)
- Werner Spanehl (Deutsche Post)
- Günter Bruns (Bremer Nachrichten)
- Hans Lerch (Trierischer Volksfreund)
- Alexander Rost (Welt am Sonntag)

### 1966
- Joachim Besser (Kölner Stadt-Anzeiger)
- Vitus B. Dröscher (Freier Journalist)
- Marianne Eichholz (Freie Journalistin)
- Hans-Werner Graf Finck von Finckenstein (Die Welt)
- Klaus Harpprecht (S. Fischer Verlag)
- Heinz Held (Freier Journalist)
- Kai Hermann (Die Zeit)
- Peter Brügge (Der Spiegel)
- Joachim Kaiser (Süddeutsche Zeitung)
- Karl-Heinz Krumm (Frankfurter Rundschau)
- Rolf Michaelis (Frankfurter Allgemeine Zeitung)
- Thomas von Randow (Die Zeit)
- Heinrich Rieker (Rheinischer Merkur)
- Theo Sommer (Die Zeit)
- Paul Wilhelm Wenger (Rheinischer Merkur)

### 1967
- Lothar Rühl (Die Welt)
- Wolfgang Horlacher (Stuttgarter Zeitung)
- Günter Matthes (Der Tagesspiegel)
- Hans Ulrich Kempski (Süddeutsche Zeitung)
- Hermann Schreiber (Der Spiegel)
- Jürgen Dennert (Deutsches Allgemeines Sonntagsblatt)
- Hans-Joachim Langner (Neue Ruhr Zeitung)
- Helmuth de Haas (Die Welt)
- Barbara Bondy (Süddeutsche Zeitung)
- Christian Ferber (Die Welt)
- Fred Hepp (Süddeutsche Zeitung)
- Herbert von Borch (Süddeutsche Zeitung)
- Joachim Nawrocki (Frankfurter Allgemeine Zeitung)
- Bodo Harenberg (Die Zeit)
- Ernst Maria Lang (Süddeutsche Zeitung)
- Klaus Pielert (Industriekurier und Neue Ruhr Zeitung)

### 1968
- Andreas Graf Razumovsky (Frankfurter Allgemeine Zeitung)
- Robert Haerdter (Stuttgarter Nachrichten)
- Heinz Schewe (Die Welt)
- Bernd Nellessen (Die Welt)
- Klaus Meier-Ude (Frankfurter Rundschau)
- Ben Witter (Die Zeit)
- Eugen Skasa-Weiß (Stuttgarter Zeitung)
- George Salmony (Süddeutsche Zeitung)
- Theo Löbsack (Stuttgarter Zeitung)
- Claus Bardtholdt (Die Zeit)
- Christian Habbe (Die Welt)
- Wilhelm Hartung (Die Welt)

### 1969
- Hans Schueler (Die Welt)
- Martin Bernstorf (Christ und Welt)
- Chrysostomus Zodel (Schwäbische Zeitung)
- Walter Henkels (Frankfurter Allgemeine Zeitung)
- Eka von Merveldt (Die Zeit)
- Heiner Radzio (Handelsblatt)
- Dieter E. Zimmer (Die Zeit)
- Jost Nolte (Die Welt)
- Eduard Verhülsdonk (Rheinischer Merkur), für Wenn die Erde am Himmel steht[1]
- Peter Gerisch (Frankfurter Allgemeine Zeitung)
- Lothar Vetter (Frankfurter Rundschau)
- Günther von Lojewski (Frankfurter Allgemeine Zeitung)
- Rudolf Schöpper (Ruhr Nachrichten, Westfalenpost, Westfälische Nachrichten und Kölnische Rundschau)

### 1970
- Gitta Bauer (Springer Auslandsdienst)
- Immanuel Birnbaum (Süddeutsche Zeitung)
- Hans Gresmann (Die Zeit)
- Rudolf Heizler (Kölnische/Bonner Rundschau)
- Günter Zehm (Die Welt)
- Fritz Ullrich Fack (Frankfurter Allgemeine Zeitung)
- Rudolf Herlt (Die Welt)
- Helmut M. Braem (Freier Journalist)
- Wolf Schön (Rheinischer Merkur)
- Heinrich Rieker (Rheinischer Merkur)
- Petra Michaely (Freie Journalistin)
- Dieter Hünerkoch (Weser-Kurier)
- Marie-Luise Scherer (Hamburger Morgenpost)
- Gerhard Krug (Die Welt)

### 1971/72
- Hans Heigert (Süddeutsche Zeitung)
- Lothar Rühl (Die Welt)
- Jürgen Offenbach (Stuttgarter Nachrichten)
- Reinhard Appel (Süddeutsche Zeitung)
- Hans-Joachim Noack (Freier Journalist)
- Hans Baumann (Die Welt)
- Franz Thoma (Süddeutsche Zeitung)
- Thea Winandy (Freie Journalistin)
- Manfred Sack (Die Zeit)
- Norbert Ely (Wiesbadener Kurier)
- Lutz Krusche (Frankfurter Rundschau)
- Günter Schmidt (Neue Ruhr Zeitung)
- Ulla Plog-Handke (Hannoversche Allgemeine Zeitung)
- Gerd Lenhart (Die Rheinpfalz)
- Rolf Kunkel (Die Zeit)

### 1972/73
- Thomas Löffelholz (Hannoversche Allgemeine Zeitung)
- Hermann Pörzgen (Frankfurter Allgemeine Zeitung)
- Manfred Thier (Stuttgarter Zeitung)
- Heinz Verfürth (Handelsblatt)
- Diether Stolze (Die Zeit)
- Dirk Schubert (Christ und Welt)
- Christian Ferber (Die Welt)
- Joachim Fest (Der Spiegel)
- Martin Urban (Süddeutsche Zeitung)
- Michael Bickel (Schrobenhausener Zeitung)
- Günther Leicher (Allgemeine Zeitung)
- Bruno Manz (Münchner Merkur)
- Horst Vetten (Die Zeit)
- Cecilia von Studnitz (Deutsches Allgemeines Sonntagsblatt)

### 1973/74
- Heinz Heck (Frankfurter Allgemeine Zeitung)
- Ilse Nicolas (Die Welt)
- Kurt Diekmann (Nordwest-Zeitung)
- Raimund Hoghe (Westfalen-Blatt)
- Hans Georg Kösters (Neue Ruhr Zeitung)
- Hans-Joachim Neisser (Rheinische Post)
- Hans-Joachim Deckert (Mannheimer Morgen)
- Georg Heller (Stuttgarter Zeitung)
- Nina Grunenberg (Die Zeit)
- Horst Schüler (Hamburger Abendblatt)
- Manfred Delling (Deutsches Allgemeines Sonntagsblatt)
- Hellmuth Karasek (Kölner Stadt-Anzeiger)
- Friedrich Luft (Die Welt)
- Michael Globig (Die Zeit)

### 1974/75
- Kurt Becker (Kölner Stadt-Anzeiger)
- Karl-Heinz Krumm (Frankfurter Rundschau)
- Uwe Jacobi (Heilbronner Stimme)
- Wilfried Hommen (Kölnische Rundschau)
- Johannes Lübeck (Lübbecker Kreiszeitung)
- Peter Gillies (Die Welt)
- Walter Kannengießer (Frankfurter Allgemeine Zeitung)
- Albert Müller (Die Welt)
- Jürgen Diebäcker (Rheinische Post)
- Horst-Werner Hartelt (Neue Ruhr/Neue Rhein Zeitung)
- Günter Engelhard (Deutsche Zeitung – Christ und Welt)
- Rudolf Goldschmit (Süddeutsche Zeitung)
- Klaus Bruns (Die Welt)
- Manfred Lehnen (Hannoversche Allgemeine Zeitung)

### 1976
- Malte Buschbeck (Süddeutsche Zeitung)
- Jürgen Engert (Der Abend)
- Kurt Frank (Rhein-Zeitung)
- Jürgen C. Jagla (Kölnische Rundschau)
- Dietrich Ratzke (Frankfurter Allgemeine Zeitung)
- Fritz Wirth (Die Welt)

### 1977
- Dieter Buhl (Die Zeit)
- Jens Gundlach (Hannoversche Allgemeine Zeitung)
- Ute Kaltwasser-Blankenbach (Kölner Stadt-Anzeiger)
- Rudolf H. Riener (Schwäbische Zeitung)
- Hermann Rudolph (Frankfurter Allgemeine Zeitung)

### 1978
- Birgit Lahann (Welt am Sonntag)
- Herbert Riehl-Heyse (Süddeutsche Zeitung)
- Karl Feldmeyer (Frankfurter Allgemeine Zeitung)
- Klaus-Peter Schmid (Die Zeit)
- Sibylle Krause-Burger (Stuttgarter Zeitung)
- Annelie Stankau (Kölner Stadt-Anzeiger)
- Alexander Hoffmann (Frankfurter Rundschau)
- Josef Dörr (Rhein-Zeitung)
- Rolf Düdder (Westfälische Rundschau)

### 1979
- Claus Heinrich Meyer (Süddeutsche Zeitung)
- Josef-Otto Freudenreich (Badische Neueste Nachrichten)
- Herbert Kremp (Die Welt)
- Erpo Freiherr von Droste zu Vischering (Reutlinger General-Anzeiger)
- Herbert Kolbe (Neue Ruhr Zeitung)

### 1980
- Rainer Flöhl (Frankfurter Allgemeine Zeitung)
- Dietrich Möller, Korrespondent Osteuropa
- Peter Sartorius (Süddeutsche Zeitung)
- Max Conradt (Hamburger Abendblatt)
- Klaus Hellweg (Haller Tagblatt)
- Kersten Boeer (Die Welt)
- Dagmar Siegmann (Hannoversche Allgemeine Zeitung)

### 1981
- Norbert Lewandowski (Rheinische Post)
- Friedrich Meichsner (Die Welt)
- Brigitte Scherer (Frankfurter Allgemeine Zeitung)
- Hans-Joachim Noack (Frankfurter Rundschau)
- Karl Wagemann (Neue Ruhr Zeitung)
- Gabriele Fischer (Osterholzer Kreisblatt)
- Evi Simeoni (Stuttgarter Zeitung)
- Christian Potyka (Süddeutsche Zeitung)

### 1982
- Helmut Herles (Frankfurter Allgemeine Zeitung)
- Anton Sterzl (Aachener Volkszeitung)
- Robert Leicht (Süddeutsche Zeitung)
- Christine Jäckel (Hannoversche Allgemeine Zeitung)
- Volker Stutzer (Passauer Neue Presse)
- Thomas Brey (Deutsche Presse-Agentur)
- Peter-Matthias Gaede (Frankfurter Rundschau)

### 1983
- Josef Joffe (Die Zeit)
- Heinz W. Koch (Badische Zeitung)
- Olaf Ihlau (Süddeutsche Zeitung)
- Martin Kolbus (Wiesbadener Tagblatt)
- Heinz Welz (Kölner Stadt-Anzeiger)
- Jürgen Wolff (Rottenburger Post)

### 1984
- Klaus-Ulrich Moeller (Stuttgarter Nachrichten)
- Christian Schmidt-Häuer (Die Zeit)
- Joachim Neander (Die Welt)
- Claus Peter Mühleck (Tauber-Zeitung)
- Jutta Stössinger (Frankfurter Rundschau)
- Kathrin Kramer (Badische Zeitung)
- Anke Breitlauch (Nordsee-Zeitung)

### 1985
- Rudolf Strauch (Hannoversche Allgemeine Zeitung)
- Marianne Wichert-Quoirin (Kölner Stadt-Anzeiger)
- Thomas Kielinger (Die Welt)
- Claudia Michels (Frankfurter Rundschau)
- Walter Schmühl (Dürener Zeitung)
- Daniel Salber (Dürener Zeitung)
- Angela Steffan (Fränkische Nachrichten)
- Susanne Mayer (Stuttgarter Zeitung)

### 1986
- Rudolph Chimelli (Süddeutsche Zeitung)
- Cordt Schnibben (Die Zeit)
- Franz Pfluger (Reutlinger General-Anzeiger)
- Bernd Behr (Münstersche Zeitung)
- Kurt Leidner (Pirmasenser Zeitung)
- Hans Frieder Baisch (Pirmasenser Zeitung)
- Bernhard Kolb (Pirmasenser Zeitung)
- Sylvia Schreiber (Schwäbische Zeitung)
- Monika Egler (Stuttgarter Zeitung)

### 1987
- Carlos Widmann (Süddeutsche Zeitung)
- Reinhard Breidenbach (Allgemeine Zeitung)
- Rolf Antrecht (Handelsblatt)
- Rudolf Eickeler (Handelsblatt)
- Waltraud Kirsch-Mayer (Mannheimer Morgen)
- Thomas Hauser (Badische Zeitung)
- Monika Schäfer-Feil (Darmstädter Echo)
- Gabriele Stief (Hannoversche Allgemeine Zeitung)

### 1988
- Ulrich Wildermuth (Südwest Presse)
- Knut Teske (Die Welt)
- Werner Birkenmaier (Stuttgarter Zeitung)
- Meinrad Heck (Fränkische Nachrichten)
- Toni Keppeler (Schwäbisches Tagblatt)
- Ulrike Pfeil (Schwäbisches Tagblatt)
- Petra Pluwatsch (Kölner Stadt-Anzeiger)
- Ulrich Hauser (Neue Ruhr Zeitung)

### 1989
- Hans Schiemann (Rheinischer Merkur/Christ und Welt)
- Justin Westhoff (Der Tagesspiegel)
- Uwe Wittstock (Frankfurter Allgemeine Zeitung)
- Hermann Meyer-Hartmann (Hildesheimer Allgemeine Zeitung)
- Max Conradt (Hamburger Abendblatt)
- Ferdos Forudastan (Badische Zeitung)
- Cordula von Wysocki (Kölnische Rundschau)

### 1990
- Joachim Sobotta (Rheinische Post)
- Renate Marsch (Deutsche Presse-Agentur)
- Werner Meyer (Abendzeitung)
- Ida Sandl (Eßlinger Zeitung)
- Franz Freisleder (Süddeutsche Zeitung)
- Thomas G. Becker (Die Zeit)
- Ingo Lamberty (Der Tagesspiegel)

### 1991
- Axel Hacke (Süddeutsche Zeitung)
- Dieter Strunz (Berliner Morgenpost)
- Alexander Richter (Neue Ruhr/Neue Rhein Zeitung)
- Cornelia Färber (Neue Ruhr/Neue Rhein Zeitung)
- Jörg Bartel (Neue Ruhr/Neue Rhein Zeitung)
- Heinrich Thies (Hannoversche Allgemeine Zeitung)
- Johannes Leithäuser (Frankfurter Allgemeine Zeitung)
- Michael Knopf (Frankenpost)
- Thomas Seehuber (Windsheimer Zeitung)

### 1992
- Jürgen Schreiber (Frankfurter Rundschau)
- Heimo Schwilk (Rheinischer Merkur)
- Christian Wernicke (Die Zeit)
- Eva Schweitzer (taz)
- Ulrich Neufert (Hannoversche Allgemeine Zeitung)
- Martin E. Süskind (Süddeutsche Zeitung)
- Göran Schattauer (Ostthüringer Zeitung)
- Lorenz Maroldt (Neue Zeit)

### 1993
- Michael Best (Freies Wort)
- Christoph Dieckmann (Die Zeit)
- Anton Notz (Stuttgarter Nachrichten)
- Gabi Novak-Oster (Rhein-Zeitung)
- Sabine Schwieder (Cellesche Zeitung)
- Wolfgang Ehemann (Fränkischer Tag)
- Ralf Schuler (Neue Zeit)
- Christoph Schwennicke (Badische Zeitung)
- Nico Fried (Badische Zeitung)

### 1994
- Giovanni di Lorenzo (Süddeutsche Zeitung)
- Wolfgang Mauersberg (Hannoversche Allgemeine Zeitung)
- Eckart Roloff (Rheinischer Merkur)
- Frank Nipkau (Westfalen-Blatt)
- Wolfgang Schreiber (Solinger Tageblatt)
- Klaus Broichhausen (Frankfurter Allgemeine Zeitung)
- Hilmar Höhn (Badische Zeitung)
- Wolf-Rüdiger Mühlmann (Thüringenpost)

### 1995
- Alexander Osang (Berliner Zeitung)
- Dietrich Schröder (Märkische Oderzeitung)
- Wolfgang Wiedlich (General-Anzeiger)
- Petra Mies (Frankfurter Rundschau)
- Michael Thumser (Frankenpost)
- Ulrich Deupmann (Süddeutsche Zeitung)
- Gudrun Bayer (Nürnberger Zeitung)
- Corinna Emundts (taz)

### 1996
- Johannes Winter (Frankfurter Rundschau)
- Ulrich Hammerschmidt (Freie Presse)
- Frank Jansen (Der Tagesspiegel)
- Philipp Maußhardt (taz)
- Sabine Rückert (Die Zeit)
- Kuno Kruse (Die Zeit)
- Hermann Beckfeld (Ruhr Nachrichten)
- Jürgen Dahlkamp (Frankfurter Allgemeine Zeitung)

### 1997
- Guido Eckert (Süddeutsche Zeitung)
- Reiner Luyken (Die Zeit)
- Ralf Hoppe (Kölner Stadt-Anzeiger)
- Andreas Wenderoth (Berliner Zeitung)
- Peter Intelmann (Emder Zeitung)
- Hans-Uli Thierer (Südwest Presse)
- Friedrich Karl Fromme (Frankfurter Allgemeine Zeitung)

### 1998
- Sabine Riedel (Frankfurter Rundschau): Sarajevo-Blues (Literarischer Journalismus)
- Gerd Kröncke (Süddeutsche Zeitung): Der Mann, den Diana aushält, Uwe Schmitt (Frankfurter Allgemeine Zeitung): Wer aus dem Staunen herauskommt und Kurt Oesterle (Schwäbisches Tagblatt): Die heimliche deutsche Hymne (Allgemeines)
- Wilfried Massmann (Neue Westfälische): Bielefeld ist nicht Schilda und Andreas König (Havelberger Volksstimme): Der gute Mensch aus der Weinbergstraße (Lokales)
- Für sein Lebenswerk wurde Thomas Löffelholz ausgezeichnet.

### 1999
- Maxim Biller (Frankfurter Allgemeine Zeitung): Unschuld mit Grünspan (Essayistischer Journalismus)
- Karin Großmann (Sächsische Zeitung): An der Lagerstatt des Leselandes, Joachim Käppner (Deutsches Allgemeines Sonntagsblatt): Bis die Freiheit aufersteht und Annette Ramelsberger (Süddeutsche Zeitung): Für eine Abschiebung ist es nie zu spät (Allgemeines)
- Brigitte Desalm (Kölner Stadt-Anzeiger): Fluchtpunkt für die Volksseele, Bernhard Stuhlfelner (Straubinger Tagblatt): Ein Unfallopfer mahnt und Hubert Wolf (Westdeutsche Allgemeine Zeitung): Im Westen viel Neues (Lokales)
- Für sein Lebenswerk wurde Wolf J. Bell ausgezeichnet.

### 2000
- Franziska Augstein (Frankfurter Allgemeine Zeitung): Kauere dich, daß du nicht treffbar bist (Essayistischer Journalismus)
- Evelyn Roll (Süddeutsche Zeitung): Ganz neue Größen, Ullrich Fichtner (Frankfurter Rundschau): Die verlorene Ehre des Friedrich B. und Jutta Voigt (Die Woche): Großes, fettes Puddingland (Allgemeines)
- Hans Kratzer (Erdinger Neueste Nachrichten): Europa und Erding, Andreas Dörr (Reutlinger General-Anzeiger): Es geht halt oifach nemme so und Mario Vigl (Badische Zeitung): Das Loch im Weinberg (Lokales)
- Für sein Lebenswerk wurde Roderich Reifenrath ausgezeichnet.

### 2001
- Heribert Prantl (Süddeutsche Zeitung): Lob der Provinz (Essayistischer Journalismus)
- Jana Simon (Der Tagesspiegel): Broszehls Leben, Joachim Rogosch (Stuttgarter Zeitung): Timo spricht drei Sprachen mit den Fingern und Thilo Knott und Michael Thiem (Eßlinger Zeitung): Illegale Ware aus dem Doping-Dorf (Allgemeines)
- Silke Lambeck (Berliner Zeitung): Ackermanns Traum, Frank Schauka (Märkische Allgemeine): Neulich am See und Suska Döpp und Jens Meifert (Kölnische Rundschau): Preisnachlass bis zu 23 Prozent (Lokales)

### 2002
- Regine Sylvester (Berliner Zeitung): Die indiskrete Gesellschaft (Leitartikel/Kommentar/Essay)
- Wolfgang Büscher (Die Welt): Land der Väter und Irena Brežná (Freitag): Sammlerin der Seelen, der vergessene Krieg (Allgemeines)
- Peter Schwarz (Waiblinger Kreiszeitung): Nicht versöhnt. Reinhard Gebhardt: Eine politische Biografie und Lothar Häring (Schwäbische Zeitung): Das Ende einer Schiedsrichter-Karriere (Lokales)

### 2003
- Holger Kreitling (Die Welt): Der Energie-Dichter, Stefan Ulrich (Süddeutsche Zeitung): Ein Schiff mit Kurs Gerechtigkeit und Birgit Walter (Berliner Zeitung): Hofs Licht (Allgemeines)
- Michael Ohnewald (Stuttgarter Zeitung): Die alte Bäuerin von Bernhausen trotzt den Zeitläufen und Tobias Schuhwerk (Allgäuer Zeitung): Der Mensch blieb Mensch (Lokales)
- Für sein Lebenswerk wurde Herbert Kremp ausgezeichnet.

### 2004
- Jochen-Martin Gutsch (Berliner Zeitung): Zukunft ist für alle gut (Leitartikel/Kommentar/Essay)
- Andrea Böhm (Die Zeit): Die verratenen Brüder und Thomas Delekat (Die Welt): Daddy! I love you (Allgemeines)
- Barbara Hardinghaus (Hamburger Abendblatt): Treffpunkt Ohlsdorf und Stefani Geilhausen (Rheinische Post): Die Witwe sagt: „Es war Schicksal“ (Lokales)

### 2005
- Horst von Buttlar (Financial Times Deutschland): Tee mit Onkel Hartz (Leitartikel/Kommentar/Essay)
- Nicol Ljubić (Die Zeit): Als ich rot wurde und Lara Fritzsche (Kölner Stadt-Anzeiger): Meine Freundin Ana (Allgemeines)
- Waltraud Schwab (taz): „Schön ist das nicht“ und Wolfgang Görl (Süddeutsche Zeitung): Von der Familie verstoßen (Lokales)

### 2006
- Stefan Geiger (Stuttgarter Zeitung): Keine Freiheit ohne Gleichheit – und umgekehrt (Leitartikel/Kommentar/Essay)
- Maxim Leo (Berliner Zeitung): Die Spur des Verführers und Marc Brost (Die Zeit): Mensch, Ackermann (Allgemeines)
- Jens Voitel (Emder Zeitung): Vor Gericht und Christine Kröger (Weser-Kurier): Auch die Gewalt hat eine Dauerkarte (Lokales)
- Für sein Lebenswerk wurde Karl Feldmeyer ausgezeichnet.

### 2007
- Nikolaus Blome (Die Welt): Warum uns Gerhard Schröder fehlt (Leitartikel/Kommentar/Essay)
- Astrid Geisler (taz): Das vergessene Land und Sebastian Glubrecht (SZ-Magazin): Bis dass der Tod euch scheidet (Allgemeines)
- Marlon Gego (Aachener Zeitung/Aachener Nachrichten): Am Ende der Illusion und Christoph Wöhrle (Berliner Morgenpost): Doktor Fastfood und Mister Dschihad (Lokales)
- Für ihr Lebenswerk wurde Sibylle Krause-Burger ausgezeichnet.

### 2008
- Carolin Emcke (Zeitmagazin): Stumme Gewalt (Kommentar/Glosse/Essay)
- Thomas Kistner (SZ-Magazin): Spritzensport Fußball und Mark-Joachim Obert (Frankfurter Rundschau): Saufkundschaft (Allgemeines)
- Stephan Hermsen (Neue Ruhr/Neue Rhein Zeitung): Eins-Null für Rebecca und Miriam Opresnik und Özlem Topçu (Hamburger Abendblatt): Hauptschule und Migrant – und welche Chancen hast du dann? (Lokales)

### 2009
- Henning Sußebach (Die Zeit): Eine Liebe verschwindet (Kommentar/Glosse/Essay)
- Bastian Obermayer (SZ-Magazin): Bis zum letzten Schlag und Thomas Scheen (Frankfurter Allgemeine Zeitung): Aleksandr, der Bruchpilot (Allgemeines)
- Regina Köhler (Berliner Morgenpost): Die Weihnachtsgeschichte von einem Kind, das in der Zehlendorfer Babyklappe lag (Lokales)
- Für ihr Lebenswerk wurde Nina Grunenberg ausgezeichnet.

### 2010
- Jana Hensel (Die Zeit): Vater Morgana (Kommentar/Glosse/Essay)
- Arne Perras (Süddeutsche Zeitung): Die Räuber und Sabine Rennefanz (Berliner Zeitung): Die grüne Festung (Allgemeines)
- Detlef Schmalenberg (Kölner Stadt-Anzeiger): Das Milliarden-Puzzle und Frank Buchmeier (Stuttgarter Zeitung): Eines Morgens an der Sonnenuhrhütte (Lokales)
- Für sein Lebenswerk wurde Joachim Kaiser ausgezeichnet.

### 2011
- Mely Kiyak (Berliner Zeitung/Frankfurter Rundschau): Liebe Sakineh Ashtiani (Kommentar/Glosse/Essay)
- Uwe Ebbinghaus (Frankfurter Allgemeine Zeitung): Der Zugnomade und Kirsten Küppers (taz): Das wieder gewonnene Gesicht (Allgemeines)
- Jan Rübel (Berliner Morgenpost): Die Tänzer von Zehlendorf und Rena Lehmann (Rhein-Zeitung): Ein Schnitzel und viele Verlierer (Lokales)
- Für sein Lebenswerk wurde Klaus Harpprecht ausgezeichnet.

### 2012
- Harald Martenstein (Die Zeit): Der Sog der Masse (Kommentar/Glosse/Essay)
- Alexander Gorkow (Süddeutsche Zeitung): Ein anderes Leben und Volker Zastrow (Frankfurter Allgemeine Sonntagszeitung): Wie Ken den Kopf verlor (Allgemeines)
- Philip Cassier (Berliner Morgenpost): Eine Dosis jüdisches Penizillin und Lars Fischer (Wümme-Zeitung): Ein gefundenes Fressen (Lokales)

### 2013
- Jan Haarmeyer (Hamburger Abendblatt): Im Namen des Volkes, auf Kosten des Kindes und Kai Müller (Der Tagesspiegel): Es war ein schöner Tag (Lokaljournalismus)
- Robin Alexander (Welt am Sonntag): Auf den Herd gekommen, Jochen Arntz (Süddeutsche Zeitung): Mein Kanzler und Andrea Jeska (Die Zeit): Der Mann, der die Wüste aufhielt (Reportage/Essay/Analyse)
- Für sein Lebenswerk wurde Alfred Grosser ausgezeichnet.

### 2014
- Johannes Ehrmann (Der Tagesspiegel): Wilder, weiter, Wedding und Benjamin Piel (Elbe-Jeetzel-Zeitung): Bettys erstes Mal (Lokaljournalismus)
- Kai Strittmatter (Süddeutsche Zeitung): Wolfskind und Kerstin Kohlenberg (Die Zeit): Aufnahme läuft! (Reportage/Essay/Analyse)
- Peter Unfried (taz): Auf der Suche nach Adorno (Meinung/Leitartikel/Kommentar/Glosse)
- Für sein Lebenswerk wurde Rudolph Chimelli ausgezeichnet.

### 2015
- Tobias Großekemper (Ruhr Nachrichten): In der Westerfilder Spirale und Rudi Kübler und Christine Liebhardt (Südwest Presse): Die Nacht der 100.000 Bomben (Lokaljournalismus)
- Roland Schulz (SZ-Magazin): Die Polizei, dein Freund und Vater und Konrad Schuller (Frankfurter Allgemeine Sonntagszeitung): Dann nehmen sie Anlauf und werfen (Reportage/Essay/Analyse)
- Bernd Ulrich (Die Zeit): Die Welt ist verrückt – und was machen wir? (Meinung/Leitartikel/Kommentar/Glosse)
- Für ihr Lebenswerk wurde Barbara Sichtermann ausgezeichnet.

### 2016
- Karsten Krogmann & Marco Seng (Nordwest-Zeitung, Oldenburg/NWZonline.de): Warum stoppte niemand Niels Högel? (Lokaljournalismus)
- Tobias Haberl (SZ-Magazin): Reihe 7, Platz 88 (Reportage)
- Heinrich Wefing (Die Zeit): Darf’s auch etwas mehr sein? (Meinung)
- Nicole Bastian & Jens Münchrath (Handelsblatt): Wer seid ihr? (Thema des Jahres: Flüchtlinge)

### 2017
- Deniz Yücel (Sonderpreis)
- Anja Reich (Berliner Zeitung): Die Deutschmacherin (Lokales)
- Hans Monath (Tagesspiegel): Der Hochmut der Vernünftigen (Meinung)
- Marc Neller (Welt am Sonntag): Der Code des Bösen (Reportage)
- Nicolas Richter (Süddeutsche Zeitung): Klingt verrückt (Thema des Jahres: Populismus)

### 2018
- Günter Bannas (Lebenswerk)
- Anne Lena Mösken (Berliner Zeitung): Als wäre nichts gewesen (Lokales)[2]
- Malte Henk (Die Zeit): Alles Zufall? (Meinung)[3]
- Lorenz Wagner (Süddeutsche Zeitung): Nach ihrer Pfeife (Reportage)[3]
- Vanessa Vu (Zeit online): Meine Schrottcontainerkindheit (Thema des Jahres: Heimat und die Fremden)[4]
- Hannes Koch (Die Tageszeitung): Karim, ich muss dich abschieben (Thema des Jahres: Heimat und die Fremden)[4]

### 2019
- Michael Jürgs (Lebenswerk)
- Daniel Schulz (Die Tageszeitung): Wir waren wie Brüder (Meinung überregional)
- Gregor Peter Schmitz (Augsburger Allgemeine): Heimat-Schutz (Meinung lokal)
- Marius Buhl (SZ-Magazin): Bis zum letzten (Reportage überregional)
- Maris Hubschmid (Der Tagesspiegel): Bis zum letzten Tropfen (Reportage lokal)
- Andrian Kreye: (Süddeutsche Zeitung): Berührungspunkte (Thema des Jahres: „Welt im Umbruch – Demokratie in Gefahr?“)

### 2020
- Julia Schaaf (Frankfurter Allgemeine Sonntagszeitung): Frauen: Lasst die Vollzeit! Und Männer: Ihr auch! (Meinung überregional)
- Hans-Georg Gottfried Dittmann (Mindener Tageblatt): Rückruf (Meinung regional)
- Katja Füchsel (Der Tagesspiegel): Verdammt (Reportage regional)
- Tina Kaiser (Welt am Sonntag): Nahkampf[5] (Reportage überregional)
- Katrin Langhans (Süddeutsche Zeitung): Bis zum Umfallen (Thema des Jahres „Klimawandel“)

### 2021
- Hatice Akyün (Der Tagesspiegel): Raus aus der Manege (Meinung)
- Wolfgang Bauer (ZEITMagazin): Unter Taliban (Reportage)
- Anna Petersen (Landeszeitung für die Lüneburger Heide): Chaos im Kopf (Bestes lokales Stück)
- Jeanne Jacobs, Sophie Anfang, Emily Engels, Felix Müller, Paul Nöllke und Lukas Schauer (Abendzeitung): München hat die Wahl (Bestes lokales Digitalprojekt)
- Elisa Schwarz (Süddeutsche Zeitung): Der Riss (Thema des Jahres „Corona – Leben im Ausnahmezustand“)

### 2022
- Zentrum für Pressefreiheit in Lemberg (Sonderpreis Pressefreiheit)
- Ingo Meyer (Berliner Zeitung): Das Märchen vom Gendersterntaler (Meinung)
- Johannes Böhme (Süddeutsche Zeitung): Die andere Seite der Medaille (Reportage)
- Judith von Plato (Märkische Allgemeine): Gustavs letzter Gang (Bestes lokales Stück)
- Christine Badke, Veit Ellerbrock und Team (Kölner Stadt-Anzeiger, Kölnische Rundschau): Flutprotokolle (Bestes lokales Digitalprojekt)
- Caterina Lobenstein und Stephan Lebert (Die Zeit): Der Letzte seiner Art (Thema des Jahres „Deutschland hat die Wahl – Wie Sieger zu Verlierern werden und umgekehrt“)

### 2023
- Julia Ruhnau (Nürnberger Nachrichten): Endlevel Hass (Bestes lokales Stück)
- Jan Georg Plavec und Simon Koenigsdorff (Stuttgarter Nachrichten): Klimazentrale Stuttgart (Bestes lokales Digitalprojekt)
- Dunja Ramadan (Süddeutsche Zeitung): Der Garten und der Dschungel (Meinung)
- Moritz Aisslinger (Die Zeit): Dem Sturm ausgeliefert (Reportage)
- Daniel Brössler (Süddeutsche Zeitung): Schreckliche neue Welt (Thema des Jahres „Der Krieg in Europa und was die Zeitenwende bedeutete“)

### 2024
- Helene Bubrowski (Frankfurter Allgemeine Sonntagszeitung): Frohes neues Jahr (Meinung)
- Issio Ehrich (Die Zeit): Generäle an die Macht (Reportage)
- Fabian Huber (Augsburger Allgemeine): On the Road (Bestes lokales Stück)
- Agnes Polewka (Mannheimer Morgen): Podcast WeiterLeben (Bestes lokales Digitalprojekt)
- Thilo Adam (Zeit online): Sie behaupten, es sei Widerstand (Thema des Jahres „Der Nahostkonflikt und Deutschland – die geforderte Gesellschaft“)